# راشد الهاجری
راشد الهاجری (انگلیسی: Rashed Al Hajri؛ زادهٔ ۲۵ آوریل ۱۹۹۵) بازیکن فوتبال اهل امارات متحده عربی است.